# British Agent
British Agent è un film drammatico di ambientazione storica, diretto nel 1934 da Michael Curtiz ed interpretato da Leslie Howard e Kay Francis.
La sceneggiatura di Lard Doyle è basata sull'autobiografia del diplomatico inglese Sir Robert Hamilton Bruce Lockhart (1887-1970), Memoirs of a British Agent. Lockhart era stato vice-console e quindi console generale a Mosca agli inizi della Rivoluzione russa; rientrato in patria prima della Rivoluzione d'ottobre, era stato quindi inviato di nuovo a Mosca come primo emissario britannico presso il governo della Russia boscevica, finendo implicato in un complotto per assassinare Lenin e per rovesciare il governo bolscevico. La sua autobiografia, pubblicata nel 1932, era stata un immediato successo editoriale. Nel libro, tuttavia, Lockhart era fortemente critico verso la politica estera britannica, e la sceneggiatura dovette ammorbidire notevolmente questo aspetto per evitare che la censura britannica impedisse l'uscita del film nel Regno Unito .

## Trama
Il giovane diplomatico Stephen Locke cerca invano di convincere il governo britannico della necessità di riconoscere il governo provvisorio della Russia rivoluzionaria per impedire che questo si ritiri dalla guerra stipulando una pace separata con la Germania.

In una serata drammatica all'ambasciata britannica, mentre i bolscevichi prendono il potere, Stephen Locke assiste all'uccisione di un cosacco da parte di Elena Moura, una giovane bolscevica, e la aiuta a mettersi in salvo.

Con l'avvento dei bolscevichi, le ambasciate si svuotano e Locke passa le giornate a giocare a carte con i pochi diplomatici rimasti. Una sera incontra di nuovo Elena in un locale, e fra i due inizia una relazione appassionata, nonostante le divergenze politiche.

Ottenuto dal suo governo un incarico non ufficiale a trattare col nuovo governo bolscevico, Stephen promette aiuti da parte del suo paese se la Russia non firmerà l'armistizio con la Germania. Elena, fedele alla causa rivoluzionaria nonostante l'amore che prova per lui, informa il Comitato centrale che Locke non ha alcun incarico diplomatico ufficiale. La posizione di Locke si fa ulteriormente difficile quando il governo britannico rifiuta di mantenere le promesse che Stephen ha fatto ai bolscevichi.

Deluso, Stephen Locke inizia a collaborare con le organizzazioni contro-rivoluzionarie. Quando Lenin è ferito in un attentato, la polizia segreta chiede ad Elena di fornire le prove del coinvolgimento di Stephen nel complotto. La ragazza accetta, ma quando viene a conoscenza dell'intenzione di far saltare in aria il deposito dove Locke si è nascosto, lo raggiunge, decisa a morire con lui. Proprio in quel momento, Lenin si riprende dall'attentato. Stephen e Elena possono partire per l'Inghilterra insieme.